# Can Vilar (Celrà)
Can Vilar és una casa de Celrà (Gironès) inclosa a l'Inventari del Patrimoni Arquitectònic de Catalunya. En algunes fonts se l'anomena el Restaurant perquè va allotjar un local de restauració.

## Descripció
És un edifici de planta rectangular i composició simètrica respecte a l'entrada del menjador a planta baixa, que és d'una planta d'alçada. A banda i banda del cos central del menjador hi ha dos cossos, sempre respectant la composició simètrica, de planta baixa - 1, i que és on es localitzaven els serveis. Aquests dos cossos tenen obertures de balcons a P! de llosana de pedra i balconeres a PB. Totes les obertures tenen guardapols. L'edifici està aixecat del terra. Les façanes es clouen amb cornisa que aguanta els teulats de quatre vents dels cossos laterals de teula vitrificada i amb testos de remat. El cos central és de teulat planer. Remolinat.